# Perfluorethansulfonsäure
Perfluorethansulfonsäure ist eine chemische Verbindung aus der Gruppe der Perfluorsulfonsäuren.

## Vorkommen
Perfluorethansulfonsäure wurde in geringen Konzentrationen (<0,02 bis 8000 ng/l) in australischen Gewässern nachgewiesen.

## Gewinnung und Darstellung
Perfluorethansulfonsäure kann in hoher Ausbeute über das entsprechende Lithiumpentflat hergestellt werden, das durch Lithiierung von Pentafluorethyliodid, gefolgt von Sulfonylierung mit Schwefeldioxid, Oxidation mit Wasserstoffperoxid und Hydrolyse, in einer Eintopfreaktion ohne Isolierung von Zwischenprodukten, erhalten werden kann.
Eine gängige Methode, mit der perfluorierte Sulfonsäuren im Allgemeinen hergestellt werden können und die sich auch für die Perfluorethansulfonsäure eignet, geht von nicht fluorierten Sulfonsäurechloriden aus, im konkreten Fall von Ethansulfonylchlorid. Dieses wird in einer elektrochemischen Reaktion mit Fluorwasserstoff fluoriert, wobei das perfluorierte Säurefluorid entsteht. Reaktion mit Kaliumhydroxid und dann mit konzentrierter Schwefelsäure führt über das Kaliumsalz zur freien Säure.

## Eigenschaften
Perfluorethansulfonsäure ist eine farblose Flüssigkeit.

## Verwendung
Perfluorethansulfonsäure wird als Vernetzungsmittel für Polymere verwendet.

## Externe Links zu erwähnten Verbindungen
1. ↑  Externe Identifikatoren von bzw. Datenbank-Links zu Ethansulfonylchlorid:  CAS-Nr.: 594-44-5, EG-Nr.: 209-842-5, ECHA-InfoCard: 100.008.949, PubChem: 11667, ChemSpider: 11177, Wikidata: Q27274390.